# Mimosa dumetaria
Mimosa dumetaria är en ärtväxtart som beskrevs av Villiers. Mimosa dumetaria ingår i släktet mimosor, och familjen ärtväxter. Inga underarter finns listade i Catalogue of Life.